# Вестерхайм (Нижний Алльгой)
Вестерхайм (нем. Westerheim) — община в Германии, в земле Бавария.
Подчиняется административному округу Швабия. Входит в состав района Нижний Алльгой. Подчиняется управлению Эркхайм. Население составляет 2105 человек (на 31 декабря 2010 года). Занимает площадь 21,17 км².